# Radicaal 55
Van de in totaal 214 Kangxi-radicalen heeft radicaal 55 de betekenis twee handen en twintig. Het is een van de eenendertig radicalen die bestaat uit drie strepen.
In het Kangxi-woordenboek zijn er vijftig karakters die dit radicaal gebruiken.

## Karakters met het radicaal 55
| Strepen | Karakter |
| ------- | -------- |
| + 0     | 廾       |
| + 1     | 廿 开    |
| + 2     | 弁       |
| + 3     | 异       |
| + 4     | 弃 弄 弅 |
| + 5     | 弆       |
| + 6     | 弇 弈    |
| + 7     | 弉       |
| + 12    | 弊       |

Orakelbotkarakter